# Дахма Шейбанидов (Самарканд)
Дахма Шейбанидов — узбекский средневековый памятник архитектуры, расположенный на площади Регистан в Самарканде. Дахма, в которой были похоронены представители узбекской династии Шейбанидов, представляет собой мраморную суфу. Возведена в XVI веке. 
Каждая сторона дахмы была длиной 10—11 метров, на ней было 36 надгробий. Сначала по указанию принцессы Мехр Султан-ханым могилы, расположенные посреди двора медресе Шайбани-хана, были превращены в отдельную семейную дахму — высокую мраморную суфу. Когда дорога, ведущая к мечети Бибиханум, была открыта, дахма была смещена с место на 70—80 метров к юго-востоку. Занимаемая ею площадь была сокращена. Во время реконструкции города в 1960—1962 годах дахма во второй раз была перенесли на площадь Регистан.

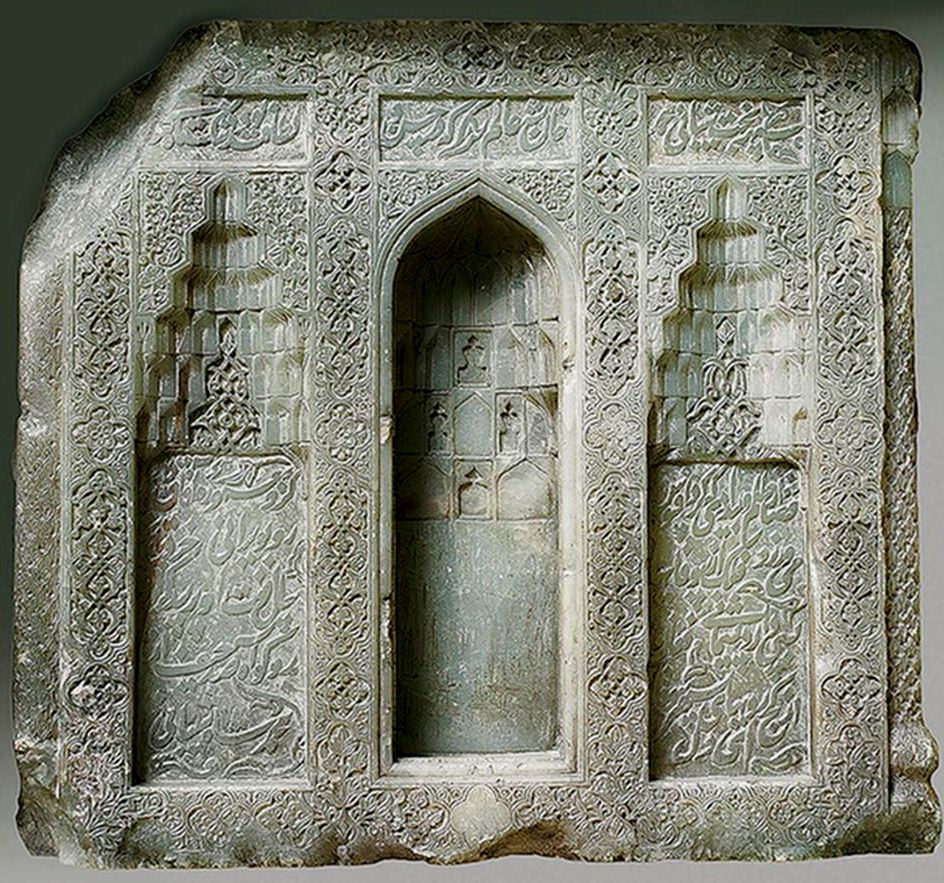
Надгробие Мухаммада Шайбани. Санкт-Петербург. Эрмитаж.

В нём первым был похоронен Махмуд Султан, умерший в 1504 году. В 1509 году здесь было погребено тело матери Мухаммада Шайбани. В 1510 году сам Мухаммад Шайбани, в 1511 году султаны Махди, Хамза и Абулхаир, в 1514 году Мухаммед Тимур-султан, в 1526 году султан Ёдгор, в 1530 году Шах Султан-ханым, в 1535 году Шахрибону-хоним, в 1545 году султан Кутлуг Мухаммед, в 1586 году султан Суюнч Мухаммед и другие представители шейбанидского дома.
Дахма Шейбанидов включена в национальный перечень объектов недвижимого имущества материального и культурного наследия Узбекистана — находится под охраной государства.